# Mîvseva, Peremîșleanî
Mîvseva (în ucraineană Мивсева) este un sat în comuna Svirj din raionul Peremîșleanî, regiunea Liov, Ucraina.

## Demografie
Componența lingvistică a localității Mîvseva
     Ucraineană (100%)
Conform recensământului din 2001, toată populația localității Mîvseva era vorbitoare de ucraineană (100%).